# Cier-de-Rivière
Cier-de-Rivière là một xã thuộc tỉnh Haute-Garonne trong vùng Occitanie ở tây nam nước Pháp. Xã nằm ở khu vực có độ cao trung bình 490 mét trên mực nước biển.